# Raionul Riga
Riga este un raion în Letonia care înconjoara capitala națională, Riga. Deși reședința raionului este la Riga, capitala nu este administrată ca parte din raion, fiind oraș independent (lielpilsētas).